# ギオルギ・チャクヴェタゼ
ギオルギ・チャクヴェタゼ（ジョージア語: გიორგი ჩაკვეტაძე, ラテン文字転写: Giorgi Chakvetadze, 1999年8月29日 - ）は、ジョージア・トビリシ出身のプロサッカー選手。ジョージア代表。ワトフォードFC所属。ポジションはミッドフィールダー。

## 経歴

### クラブ
ディナモ・トビリシの下部組織出身で、2015年11月18日にプロ契約に結び、3年契約を締結。2016年11月18日、ウマグレシ・リーガのロコモティヴィ・トビリシ戦でプロデビュー。2017シーズンは出場機会を増やし、リーグ戦24試合に出場し5ゴール9アシストを記録した。
2017年夏、リヴァプール、トッテナム・ホットスパー、ホッフェンハイム、バイエル・レヴァークーゼンといったクラブが獲得に興味を示す中、ベルギーのヘントに移籍。2017-18シーズンはリーグ戦19試合に出場し、2018年5月10日の順位プレイオフのヘンク戦では、久保裕也の3シーズン連続2桁得点となるゴールをアシストした。シーズン終了後には、クラブと世代別代表での活躍から、ジョージアサッカー連盟によってジョージア年間最優秀若手選手に選出された。2019年1月には、UEFAが発表した「将来の活躍が期待される注目すべき50名の若手選手」に名を連ね、「ジョージアのカカ」と評された。また2018年は、ジョージア年間最優秀選手にも選出された。
2022年1月27日、ドイツのハンブルガーにシーズン終了までのローンで移籍。公式戦12試合に出場したが、1ゴールのみと思うような結果を残せず、シーズン終了を以ってドイツを離れた。
2022年7月4日、スロヴァキアのスロヴァン・ブラチスラヴァに1シーズンのローン移籍。7月6日、UEFAチャンピオンズリーグ予選のディナモ・バトゥミ戦で移籍後初出場。1.リーガでは24試合に出場し、1ゴール4アシストを記録し、クラブはリーグを制した。UEFAヨーロッパカンファレンスリーグでは、8試合で4アシストとベスト16進出に貢献。シーズン終了後、スロヴァン・ブラチスラヴァは完全移籍での獲得を打診したが、移籍金、および保有元であるヘントの意向で合意には至らなかった。
2023年8月2日、買い取りオプションが設定されたローンでイングランドのワトフォードに移籍。
2023-24シーズン開幕節のQPR戦でチャンピオンシップ初出場。12月26日、リーグ第24節のブリストル・シティ戦でイングランドでの初ゴールを挙げた。2024年2月1日、まだシーズン途中であったが、ワトフォードは買い取りオプションを行使し、完全移籍となった。9月には新たに5年契約を交わし、2029年まで延長することで合意した。
2024-25シーズンもチャンピオンシップで高いパフォーマンスを発揮し、また完全移籍に移行した際に給与も大きく増額されたと推定されている。

### 代表
2015年から、ジョージアの世代別代表に選出され、UEFA U-17欧州選手権予選、UEFA U-19欧州選手権、UEFA U-21欧州選手権予選などに出場。
2018年3月24日、リトアニアとの親善試合に先発出場し、A代表初キャップ。この試合で代表初ゴールも記録した。その後、9月から10月にかけてUEFAネイションズリーグ・リーグDの全6試合に出場し、4ゴール3アシストの活躍で、リーグCへの昇格に大きく貢献した。
2023には、UEFA EURO予選で1ゴール3アシストを記録し、ジョージア史上初の本大会出場に貢献。翌年の本大会でも、ジョージアの全4試合に出場した。

## 個人成績

### クラブ
| 国内大会個人成績 | 国内大会個人成績   | 国内大会個人成績 | 国内大会個人成績   | 国内大会個人成績 | 国内大会個人成績 | 国内大会個人成績 | 国内大会個人成績 | 国内大会個人成績 | 国内大会個人成績 | 国内大会個人成績 | 国内大会個人成績 |
| 年度             | クラブ             | 背番号           | リーグ             | リーグ戦         | リーグ戦         | リーグ杯         | リーグ杯         | オープン杯       | オープン杯       | 期間通算         | 期間通算         |
| 年度             | クラブ             | 背番号           | リーグ             | 出場             | 得点             | 出場             | 得点             | 出場             | 得点             | 出場             | 得点             |
| ジョージア       | ジョージア         | ジョージア       | ジョージア         | リーグ戦         | リーグ戦         | リーグ杯         | リーグ杯         | オープン杯       | オープン杯       | 期間通算         | 期間通算         |
| ---------------- | ------------------ | ---------------- | ------------------ | ---------------- | ---------------- | ---------------- | ---------------- | ---------------- | ---------------- | ---------------- | ---------------- |
| 2016             | ディナモ・トビリシ | 22               | エロヴヌリ         | 5                | 0                | -                | -                | -                | -                | 5                | 0                |
| 2017             | ディナモ・トビリシ | 22               | エロヴヌリ         | 24               | 5                | -                | -                | 2                | 0                | 26               | 5                |
| ベルギー         | ベルギー           | ベルギー         | ベルギー           | リーグ戦         | リーグ戦         | リーグ杯         | リーグ杯         | ベルギー杯       | ベルギー杯       | 期間通算         | 期間通算         |
| 2017-18          | ヘント             | 7                | ファーストA        | 19               | 1                | -                | -                | -                | -                | 19               | 1                |
| 2018-19          | ヘント             | 7                | ファーストA        | 23               | 5                | -                | -                | 4                | 1                | 27               | 6                |
| 2019-20          | ヘント             | 10               | ファーストA        | 9                | 0                | -                | -                | 0                | 0                | 9                | 0                |
| 2020-21          | ヘント             | 10               | ファーストA        | 3                | 0                | -                | -                | 0                | 0                | 3                | 0                |
| 2021-22          | ヘント             | 10               | ファーストA        | 8                | 0                | -                | -                | 1                | 1                | 9                | 1                |
| ドイツ           | ドイツ             | ドイツ           | ドイツ             | リーグ戦         | リーグ戦         | リーグ杯         | リーグ杯         | DFBポカール      | DFBポカール      | 期間通算         | 期間通算         |
| 2021-22          | ハンブルガー       | 7                | 2.ブンデス         | 10               | 1                | -                | -                | 2                | 0                | 12               | 1                |
| スロヴァキア     | スロヴァキア       | スロヴァキア     | スロヴァキア       | リーグ戦         | リーグ戦         | リーグ杯         | リーグ杯         | オープン杯       | オープン杯       | 期間通算         | 期間通算         |
| 2022-23          | S・ブラチスラヴァ  | 70               | 1.リーガ           | 25               | 1                | -                | -                | 6                | 0                | 31               | 1                |
| イングランド     | イングランド       | イングランド     | イングランド       | リーグ戦         | リーグ戦         | FLカップ         | FLカップ         | FAカップ         | FAカップ         | 期間通算         | 期間通算         |
| 2023-24          | ワトフォード       | 16               | チャンピオンシップ | 34               | 1                | 0                | 0                | 3                | 0                | 37               | 1                |
| 2024-25          | ワトフォード       | 8                | チャンピオンシップ | 39               | 2                | 1                | 0                | 1                | 0                | 41               | 2                |
| 通算             | ジョージア         | ジョージア       | エロヴヌリ         | 29               | 5                | -                | -                | 2                | 0                | 31               | 5                |
| 通算             | ベルギー           | ベルギー         | ファーストA        | 62               | 6                | -                | -                | 5                | 2                | 67               | 8                |
| 通算             | ドイツ             | ドイツ           | 2.ブンデス         | 10               | 1                | -                | -                | 2                | 0                | 12               | 1                |
| 通算             | スロヴァキア       | スロヴァキア     | 1.リーガ           | 25               | 1                | -                | -                | 6                | 0                | 31               | 1                |
| 通算             | イングランド       | イングランド     | チャンピオンシップ | 73               | 3                | 1                | 0                | 4                | 0                | 78               | 3                |
| 総通算           | 総通算             | 総通算           | 総通算             | 199              | 16               | 1                | 0                | 19               | 2                | 219              | 18               |

### 代表
| ジョージア代表 | 国際Aマッチ | 国際Aマッチ |
| 年             | 出場        | 得点        |
| -------------- | ----------- | ----------- |
| 2018           | 7           | 5           |
| 2019           | 0           | 0           |
| 2020           | 2           | 0           |
| 2021           | 4           | 0           |
| 2022           | 1           | 0           |
| 2023           | 8           | 3           |
| 2024           | 13          | 1           |
| 2025           | 2           | 1           |
| 通算           | 37          | 10          |

#### ゴール
| #   | 年月日         | 開催地                                          | 対戦国       | 勝敗  | 試合概要                                           |
| --- | -------------- | ----------------------------------------------- | ------------ | ----- | -------------------------------------------------- |
| 1.  | 2018年3月24日  | ミヘイル・メスヒ・スタジアム（ ジョージア）     | リトアニア   | ○4-0  | 親善試合                                           |
| 2.  | 2018年9月6日   | アスタナ・アリーナ（ カザフスタン）             | カザフスタン | ○2-0  | UEFAネーションズリーグ2018-19・リーグD             |
| 3.  | 2018年10月16日 | ダウガヴァ・スタディオン（ ラトビア）           | ラトビア     | ○3-0  | UEFAネーションズリーグ2018-19・リーグD             |
| 4.  | 2018年11月15日 | エスタディ・ナシオナル（ アンドラ）             | アンドラ     | △1-1  | UEFAネーションズリーグ2018-19・リーグD             |
| 5.  | 2018年11月19日 | ボリス・パイチャーゼ・スタジアム（ ジョージア） | カザフスタン | ○2-1  | UEFAネーションズリーグ2018-19・リーグD             |
| 6.  | 2023年3月25日  | バトゥミ・スタジアム（ ジョージア）             | モンゴル     | ○6-1  | 親善試合                                           |
| 7.  | 2023年3月25日  | バトゥミ・スタジアム（ ジョージア）             | モンゴル     | ○6-1  | 親善試合                                           |
| 8.  | 2023年9月8日   | ボリス・パイチャーゼ・スタジアム（ ジョージア） | スペイン     | ●1-7  | UEFA EURO 2024予選・グループA                      |
| 9.  | 2024年9月7日   | ミヘイル・メスヒ・スタジアム（ ジョージア）     | チェコ       | 〇4-1 | UEFAネーションズリーグ2024-25・リーグB             |
| 10. | 2025年3月23日  | ボリス・パイチャーゼ・スタジアム（ ジョージア） | アルメニア   | ○6-1  | UEFAネーションズリーグ2024-25・昇格/降格プレーオフ |

## タイトル

### クラブ
スロヴァン・ブラチスラヴァ
- 1.リーガ（2022-23）[14]

### 個人
- ジョージア年間最優秀若手選手（2017）[6]
- ジョージア年間最優秀選手（2018）[8]